# Premio Jackie Joyner-Kersee
El Premio Jackie Joyner-Kersee es otorgado anualmente por la USA Track and Field (USATF) a la atleta nacional con mejor desempeño en la rama femenina.  Fue establecido en 2013 y la votación se realiza por comunicadores relacionados con la entidad.  Un 10% del total de votos son proveídos por el público. Entre 1996 y 2012 la mejor atleta estadounidense se hacía acreedora al premio Jesse Owens junto al mejor atleta masculino. Este galardón se creó en 1981, y hasta 1995 lo recibía un atleta, de los cuales siete fueron mujeres.

## Historial
| Año  | Atleta           | Ref. |
| ---- | ---------------- | ---- |
| 2013 | Brianna Rollins  |      |
| 2014 | Jennifer Simpson |      |
| 2015 | Allyson Felix    |      |
| 2016 | Michelle Carter  |      |
| 2017 | Emma Coburn      |      |
| 2018 | Shelby Houlihan  |      |
| 2019 | Dalilah Muhammad |      |